# Praxis pietatis melica
Praxis pietatis melica är en koralbok av Johann Crüger. Den första upplagan gavs ut 1640 med titeln Newes vollkömliches Gesangbuch. Den andra upplagan gavs ut 1647 i Berlin under titeln Praxis Pietatis Melica, das ist: Übung der Gottseligkeit in christlichen und trostreichen Gesängen. Tio upplagar av koralboken trycktes i Berlin under åren 1640–1661 och ytterligare upplagor gavs ut efter Crügers död. Sammanlagt trycktes 45 upplagor i Berlin (1640–1736) och 16 upplagor i Frankfurt am Main (1662-1700).
Ett stort antal psalmer av Paul Gerhardt trycktes i Praxis pietatis melica. De första trycktes i den andra upplagan 1647 och var då 18 stycken. I den femte upplagan 1653 ingick 82 psalmer av Gerhardt och i den tionde upplagan 1661 ingick ytterligare 8 psalmer.

## Melodier från koralboken i svenska psalmböcker
Minst en av melodierna är enligt 1921 års koralbok med 1819 års psalmer hämtad ur Crügers koralbok: melodin till psalmen nr 137 vilken hade samma melodi i 1695 års psalmbok.
Enligt 1921 års koralbok med 1819 års psalmer hämtades ytterligare en melodi ur koralen till psalmen O Jesus Krist, i dig förvisst (1695 nr 142 vars melodi troligen var en annan som också användes till flera psalmer, 1819 nr 195) melodin användes till den tyska psalmen "O Jesu Christ, dein kripplein ist". Något oväntat anges inte att melodin användes för psalmen i 1697 års koralbok, ej heller har den förekommit i J.C.F. Haeffners olika utgåvor.

## Psalmer
- Ande, full av nåde (1695 nr 186, 1819 nr 137, 1986 nr 363)
- O Jesus Krist, i dig förvisst (1695 nr 142, 1819 nr 195)